# Alexander Wladimirowitsch Markow (Astronom)
Alexander Wladimirowitsch Markow, russisch Александр Владимирович Марков, (* 1897 in Tschernjanka; † 19. November 1968) war ein sowjetischer Astronom und Astrophysiker.
Nach dem Abschluss an der Universität Petrograd  1923 war er am Pulkowo-Observatorium, an dem er 1926 seinen Abschluss als Astronom erhielt. Danach war er in der Zweigstelle des Forschungsinstituts für Geodäsie, Luftbildfotografie und Kartographie in Leningrad und am Staatlichen Optischen Institut. Ab 1944 war er am Pulkowo-Observatorium.
Er befasste sich mit Instrumentenbau und astronomischer  Photometrie (Spektrophotometrie, Radiometrie, Polarimetrie). Von ihm stammt eine Theorie des Mikrophotometers und 1934 entwickelte er das erste Mikrophotometer in der Sowjetunion, mit dem man astronomische photographische Platten auswerten konnte. Später studierte er besonders die Mondoberfläche, war am sowjetischen Projekt der photographischen Kartierung des Mondes beteiligt (diverse Luna-Sonden, so Luna 2 von 1959 mit Fotos der Rückseite des Mondes) und maß dessen Oberflächentemperatur, wozu er Radiometer mit Ballons in die Troposphäre schickte. 1960 gab er am Pulkowo-Observatorium einen Sammelband über den Mond heraus.
Mit N. N. Mikhelson untersuchte er auch die Korona der Sonne mit Hilfe von Photometrie (anlässlich der Sonnenfinsternisse 1945, 1952).
Nach ihm und Andrei Andrejewitsch Markow ist der Mondkrater Markov benannt.